# Giao thức truyền thông
Giao thức truyền thông (tiếng Anh là communication protocol, hay gọi tắt là protocol) hay còn được dịch là giao thức giao tiếp, giao thức liên mạng, giao thức tương tác hay giao thức trao đổi thông tin, là một tập hợp các quy tắc chuẩn cho phép hai hoặc nhiều thực thể trong một hệ thống thông tin liên lạc để trao đổi thông tin, dữ liệu qua các kênh truyền thông. Giao thức sẽ định nghĩa các quy tắc (rule), cú pháp (syntax), ngữ nghĩa (semantics). sự đồng bộ (synchronization) trong quá trình truyền thông và có thể thêm phương pháp khắc phục lỗi trên đường truyền. Giao thức truyền thông có thể được thực thi trên phần cứng, phần mềm hoặc cả hai.

## Tổng quan
Các giao thức truyền thông dành cho truyền thông tín hiệu số trong mạng máy tính có nhiều tính năng để đảm bảo việc trao đổi dữ liệu một cách đáng tin cậy qua một kênh truyền thông không hoàn hảo.
Có nhiều giao thức được sử dụng để giao tiếp hoặc truyền đạt thông tin trên Internet, dưới đây là một số các giao thức tiêu biểu:
- TCP (Transmission Control Protocol): thiết lập kết nối giữa các máy tính để truyền dữ liệu. Nó chia nhỏ dữ liệu ra thành những gói (packet) và đảm bảo việc truyền dữ liệu thành công.
- IP (Internet Protocol): định tuyến (route) các gói dữ liệu khi chúng được truyền qua Internet, đảm bảo dữ liệu sẽ đến đúng nơi cần nhận.
- HTTP (HyperText Transfer Protocol): cho phép trao đổi thông tin (chủ yếu ở dạng siêu văn bản) qua Internet.
- FTP (File Transfer Protocol): cho phép trao đổi tập tin qua Internet.
- SMTP (Simple Mail Transfer Protocol): cho phép gởi các thông điệp thư điện tử (e-mail) qua Internet.
- POP3 (Post Office Protocol, phiên bản 3): cho phép nhận các thông điệp thư điện tử qua Internet.
- MIME (Multipurpose Internet Mail Extension): một mở rộng của giao thức SMTP, cho phép gởi kèm các tập tin nhị phân, phim, nhạc,... theo thư điện tử.
- WAP (Wireless Application Protocol): cho phép trao đổi thông tin giữa các thiết bị không dây, như điện thoại di động.